# قشلاق قره دره کهلوقشلاق حاجی شاهوردی
قشلاق قره دره کهلوقشلاق حاجی شاهوردی یک روستا در ایران است که در استان اردبیل واقع شده‌است. قشلاق قره دره کهلوقشلاق حاجی شاهوردی ۱۱۳ نفر جمعیت دارد.